# Robert Neacșu
Robert Cornel Neacșu (sinh ngày 30 tháng 1 năm 2000) là một cầu thủ bóng đá người România thi đấu cho Juventus București ở vị trí tiền vệ.